# Olaf Schmidt
Olaf Schmidt, född i Klingenthal, är en tysk tidigare backhoppare som tävlade för Östtyskland. Han representerade SC Dynamo Klingenthal.

## Karriär
Olaf Schmidt kom med i det östtyska landslaget 1979. Han startade i den första upplagan av världscupen i backhoppning, säsongen 1979/1980. Schmidt startade i sin första världscupdeltävling i stora backen (Wielka Krokiew) i Zakopane i Polen 26 januari 1980. Schmidt blev nummer tre efter hemmahopparen Stanisław Bobak som vann tävlingen 12,9 poäng före Ivar Mobekk från Norge och 26,0 poäng före Schmidt. Dagen efter blev Schmidt nummer fyra i samma backen, 7,4 poäng efter segraren Piotr Fijas från Polen, som vann tävlingen 0,3 poäng före landsmannen Stanisław Bobak och 2,2 poäng före Ivar Mobekk. Trots den framgångsrika inledningen av säsongen slutade Schmidt på en 33:e plats sammanlagt i den allra första världscupsäsongen. Platsen delade han med lagkamraten Jochen Danneberg.
Olaf Schmidt avslutade backhoppningskarriären 1980.